# خاچیک هراچیان
خاچیک هراچیان (ارمنی: Խաչիկ Հրաչյան؛  زادهٔ ۱ ژوئیهٔ ۱۹۱۲ - درگذشته ۲۸ مهٔ ۱۹۸۹) شاعر، مترجم، نثرنویس، ادبیات کودکان، ویراستاری اهل ارمنستان بود.

## زندگی‌نامه
وی در ۱ ژوئیهٔ ۱۹۱۲ در نوراشن به دنیا آمد . وی عضو اتحادیه نویسندگان اتحاد شوروی بود. وی همچنین برندهٔ جوایزی همچون چهره فرهنگی شایسته ارمنستان شوروی شده‌است. وی در ۲۸ مهٔ ۱۹۸۹ در سن ۷۶ سالگی در ایروان درگذشت.